# كأس أندورا 2009
كأس أندورا 2009 هو الموسم 17 من كأس أندورا. أقيم خلال الفترة 18 يناير 2009 وحتى 24 مايو 2009، وأشرف على تنظيمه اتحاد أندورا لكرة القدم، وكان عدد الأندية المشاركة فيه 15، وفاز فيه نادي سانتا كولوما.